# Майкл Черрі
Майкл Черрі (англ. Michael Cherry, нар. 23 березня 1995) — американський легкоатлет, спринтер, олімпійський чемпіон та чемпіон світу в естафетному бігу.
Переможець Діамантової ліги сезону-2021 у бігу на 400 метрів.

## Виступи на основних міжнародних змаганнях
| Рік             | Змагання                                                                | Місце проведення      | Місце           | Дисципліна                     | Результат       | Примітки        |
| Представник США | Представник США                                                         | Представник США       | Представник США | Представник США                | Представник США | Представник США |
| --------------- | ----------------------------------------------------------------------- | --------------------- | --------------- | ------------------------------ | --------------- | --------------- |
| 2014            | Чемпіонат світу серед юніорів                                           | Юджин                 | 1               | естафета 4×400 метрів          | 3:03.31         |                 |
| 2017            | Чемпіонат світу                                                         | Лондон                | 2               | естафета 4×400 метрів          | 2:58.61         |                 |
| 2018            | Чемпіонат світу в приміщенні                                            | Бірмінгем             | 2               | біг на 400 метрів              | 45.84           |                 |
| 2018            | 2                                                                       | естафета 4×400 метрів | 3:01.97         |                                |                 |                 |
| 2018            | Чемпіонат Північної та Центральної Америки та країн Карибського басейну | Торонто               | 1               | естафета 4×400 метрів          | 3:00.60         |                 |
| 2019            | Світові естафети                                                        | Йокогама              | —               | естафета 4×400 метрів          | DQ              |                 |
| 2019            | Панамериканські ігри                                                    | Ліма                  | 2               | естафета 4×400 метрів          | 3:01.72         |                 |
| 2019            | Чемпіонат світу                                                         | Доха                  | 1               | естафета 4×400 метрів, змішана | 3:09.34         | WR              |
| 2019            | 1                                                                       | естафета 4×400 метрів | 2:56.69         | WL                             |                 |                 |
| 2021            | Олімпійські ігри                                                        | Токіо                 | 4               | біг на 400 метрів              | 44.21           | PB              |
| 2021            | Олімпійські ігри                                                        | Токіо                 | 1               | естафета 4×400 метрів          | 2:55.70         | SB              |